# Prealpi Lombarde
Le Prealpi Lombarde costituiscono il settore dei rilievi montuosi prealpini italiani e svizzeri compresi tra il Lago Maggiore a ovest, il fiume Adige ad est, la pianura padana a sud e la catena principale alpina a nord (Alpi Lepontine ed Alpi Retiche). Secondo altri criteri, il confine orientale non è l'Adige, ma il Lago di Garda. 
Altri due grandi bacini lacustri (lago di Como e lago d'Iseo) dividono le Prealpi lombarde in tre aree: le Prealpi Luganesi (varesine e comasche) tra il Ceresio e il Lario; le Alpi e Prealpi Bergamasche (o Orobie) tra il Lario e il Sebino; le Prealpi Bresciane e Gardesane tra il Sebino e l'Adige.

## Classificazione
Secondo la Partizione delle Alpi e la SOIUSA, le Prealpi Lombarde interessano, oltre al territorio lombardo, anche porzioni del territorio elvetico (Canton Ticino), veneto e trentino (Prealpi Giudicarie). 
Secondo altre suddivisioni, come quella delle Alpi italiane adottata dal Club Alpino Italiano e dal Touring Club Italiano, i rilievi ad est del lago di Garda fanno parte delle Prealpi Venete. Segue la classificazione del Club Alpino e del Touring Club anche la suddivisione didattica tradizionale delle Alpi.
La Partizione delle Alpi considera le Prealpi Lombarde come un'unica sezione delle Alpi Centrali (la numero 14) e le suddivide così:
- sezione Prealpi Lombarde
  - gruppo 14a - Prealpi Luganesi
  - gruppo 14b - Alpi Orobie
  - gruppo 14c - Prealpi Bergamasche
  - gruppo 14d - Prealpi Bresciane
  - gruppo 14e - Prealpi Giudicarie
  - gruppo 14f - Gruppo del Monte Baldo (gruppo 14f)

La SOIUSA divide in tre sezioni le Prealpi Lombarde, chiamandole:
- sezione Prealpi Luganesi appartenenti alle Alpi Nord-occidentali,
- sezione Alpi e Prealpi Bergamasche appartenenti alle Alpi Sud-orientali,
- sezione Prealpi Bresciane e Gardesane appartenenti alle Alpi Sud-orientali.

## Prealpi Luganesi

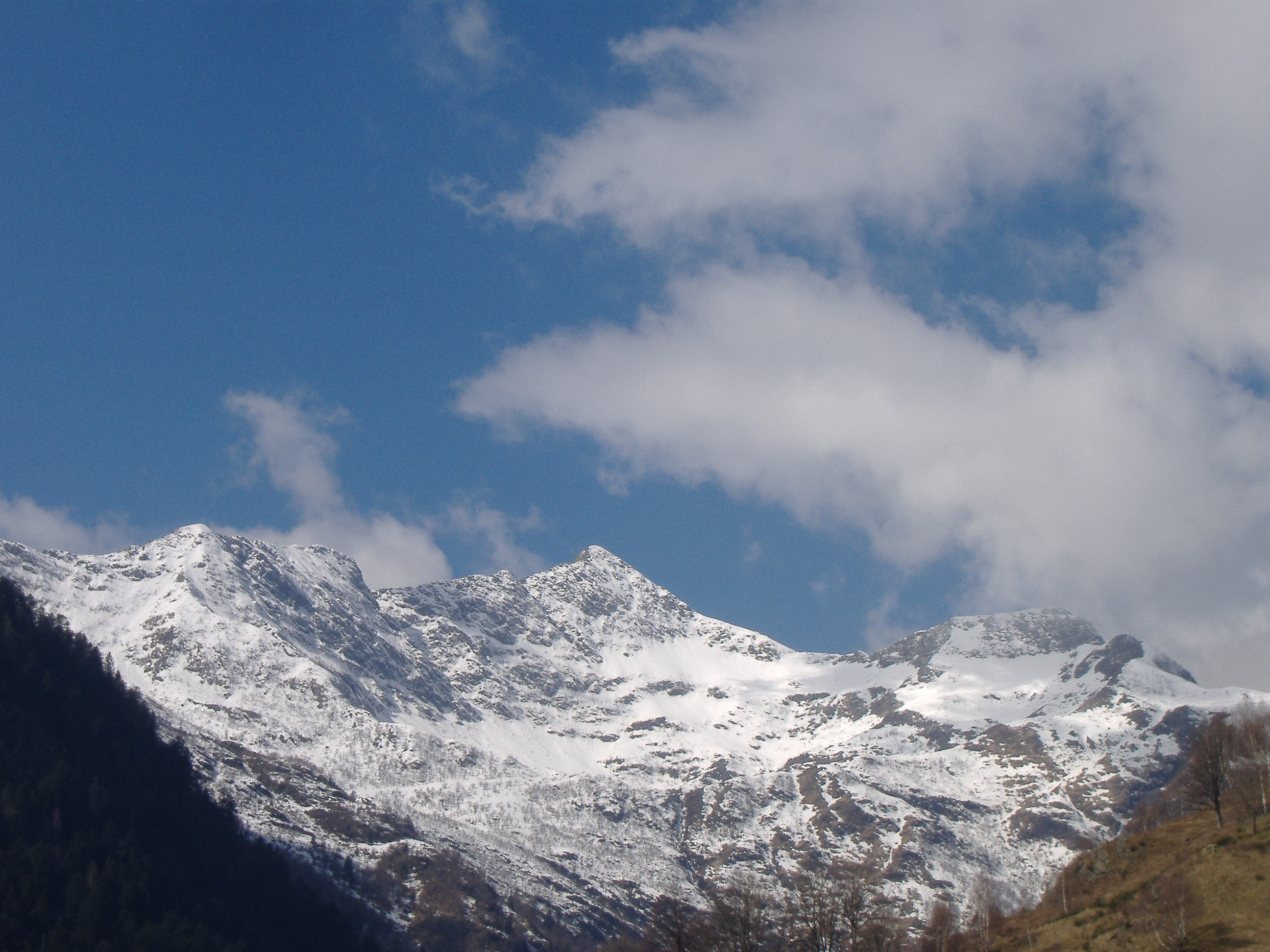
Il Pizzo di Gino

Le Prealpi luganesi (o lombarde occidentali) si estendono tra il lago Maggiore a ovest, la linea Locarno-Bellinzona-Gravedona a nord, il lago di Como a est e la pianura padana a sud. Essendo situate ad ovest della linea ramo di Lecco-lago di Como-passo dello Spluga-Reno, fanno parte delle Alpi Nord-occidentali, e comprendono due sottosezioni: Prealpi varesine e Prealpi comasche.
Le aree protette delle Prealpi luganesi sono il parco Regionale Campo dei Fiori, il parco del Monte Barro e la riserva naturale Sasso Malascarpa.

### Prealpi Varesine

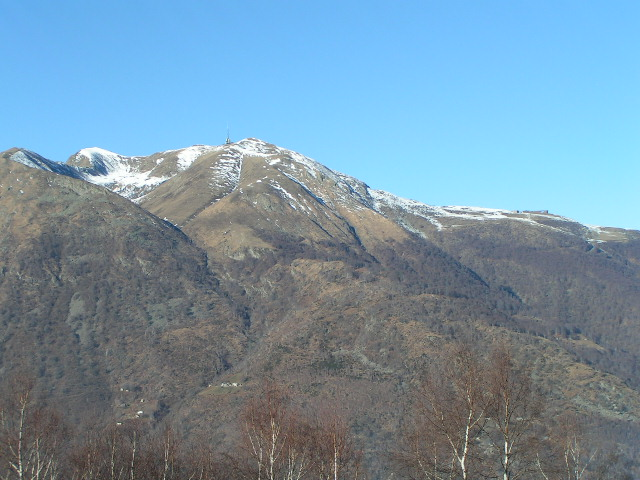
Monte Tamaro

Le Prealpi varesine si estendono tra il lago Maggiore ed il lago di Lugano-val d'Agno (Svizzera) e sono delimitate a nord dal piano di Magadino, a sud dalle colline del varesotto. Si possono identificare due catene principali: Tamaro-Gambarogno-Lema e Piambello-Campo dei Fiori-Nudo. La prima, a nord del fiume Tresa, è dominata dal gruppo del monte Tamaro (1967 m); altre cime importanti sono il monte Gradiccioli (1936 m), il monte Magno (1640 m), il monte Lema (1621 m) e il monte Paglione (1554 m). La seconda catena raggiunge quote meno elevate: le cime più importanti sono il monte Nudo (1235 m), il monte Piambello (1129 m) ed il Campo dei Fiori (1226 m).

### Prealpi Comasche

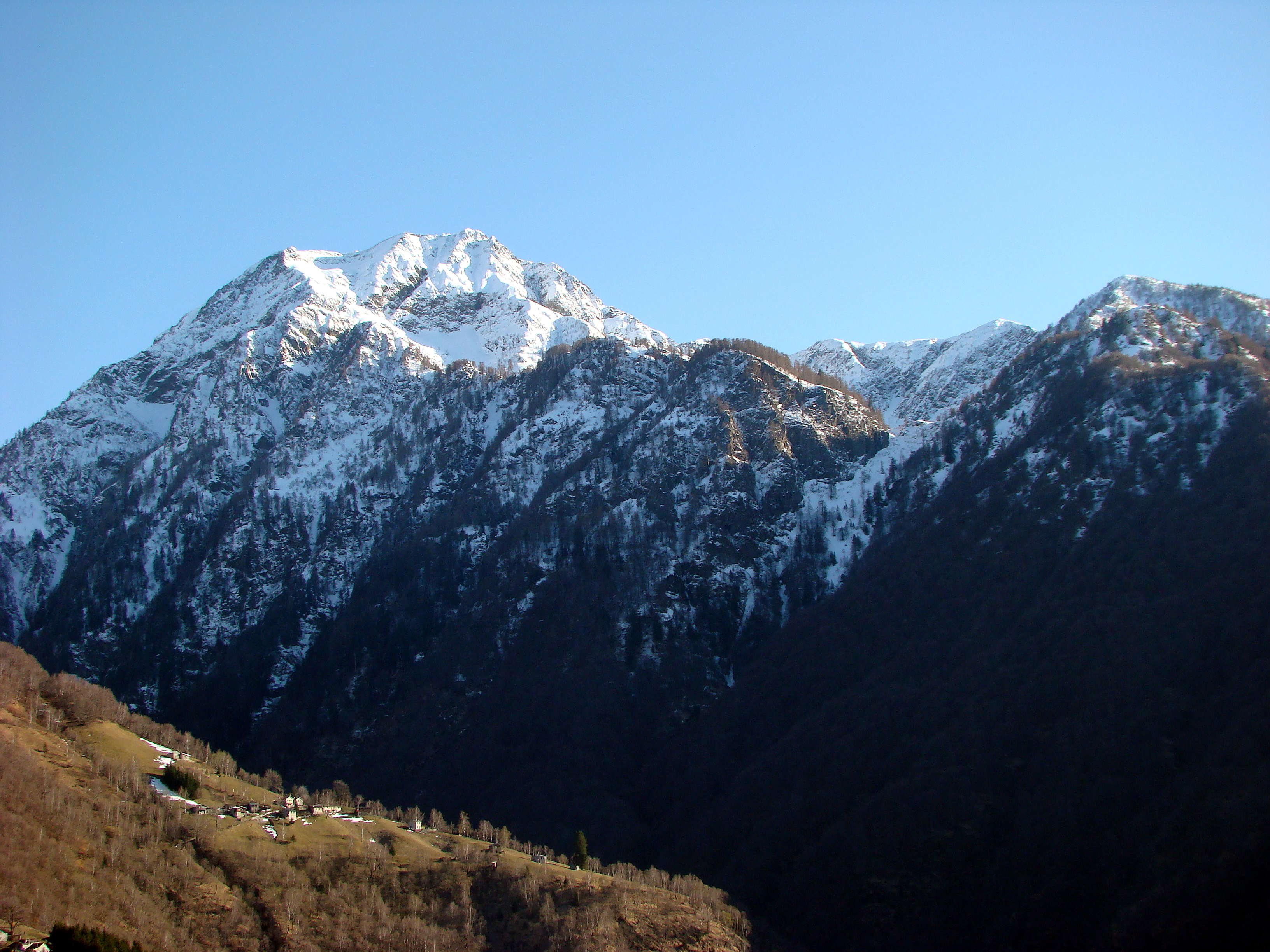
Monte Camoghè

Le Prealpi Comasche (o Lariane) sono delimitate dal Lago di Lugano e dalla val d'Agno ad ovest, dalla val Morobbia e dalla valle di San Iorio a nord, dal lago di Como ad est, dalle colline della Brianza a sud. Le Prealpi comasche sono in media più elevate e più impervie delle Prealpi varesine. Possono essere suddivise in tre catene principali: Gino-Camoghè-Fiorina; Tremezzo-Generoso-Gordona; catena del Triangolo lariano.
La prima catena si trova a nord della Valle di Porlezza e comprende le cime più alte delle Prealpi luganesi: il Pizzo di Gino (2245 m), il Camoghè (2226 m), il monte Garzirola (2116 m) ed il Monte Bregagno (2107 m). Nella seconda catena, nella zona di Intelvi, non si raggiungono i 2000 metri di quota: la vetta più elevata è il monte Generoso (1701 m), che supera di poco il monte di Tremezzo (1700 m). Il Triangolo lariano è compreso tra i due rami del lago di Como e le colline della Brianza. La vetta più alta è il monte San Primo (1685 m); altre vette importanti sono il monte Palanzone (1436 m), il monte Preaola (1417 m) ed i Corni di Canzo (1373 m).
A sud, le Prealpi comasche digradano nei dolci rilievi collinari della Brianza, in cui, come nel caso delle Prealpi varesine, le glaciazioni hanno creato alcuni piccoli bacini lacustri (lago di Pusiano, lago di Annone e lago di Alserio).

## Alpi e Prealpi Bergamasche

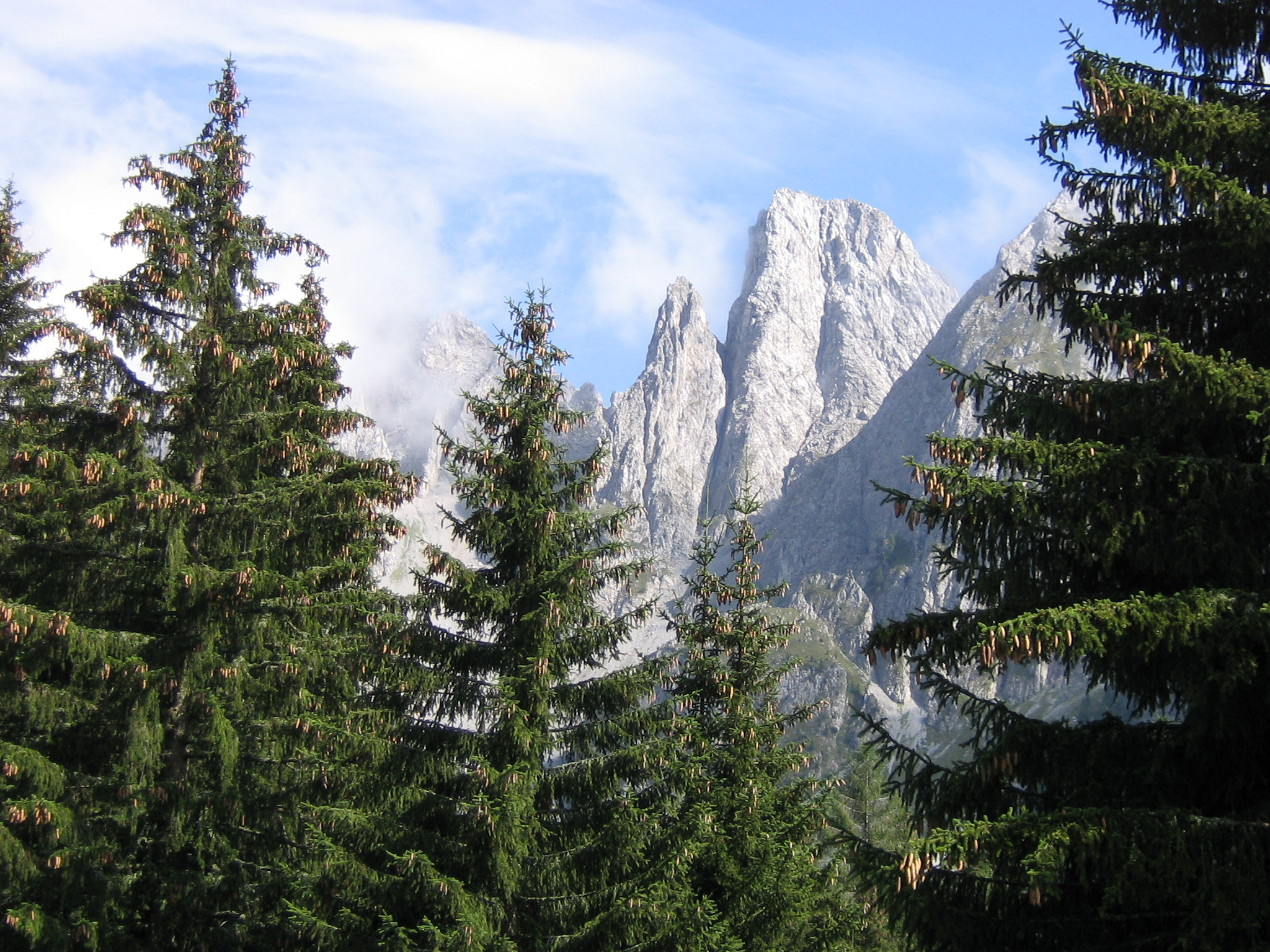
Il Cimone della Bagozza, in Val di Scalve

Le Alpi e Prealpi Bergamasche (o Orobie o lombarde centrali) sono comprese tra il fiume Adda (tra il passo dell'Aprica ed il lago di Como) e la valle di Corteno a nord, la val Camonica ed il lago d'Iseo a est, la pianura padana a sud ed il lago di Lecco-Lago di Como a ovest.
Sono tradizionalmente suddivise nelle Alpi Orobie vere e proprie e nelle meno elevate Prealpi Bergamasche, e rappresentano la sezione più elevata ed estesa delle Prealpi lombarde. La maggior parte del territorio delle Alpi e Prealpi Bergamasche è tutelato dal parco delle Orobie Valtellinesi e dal parco delle Orobie Bergamasche.

### Alpi Orobie

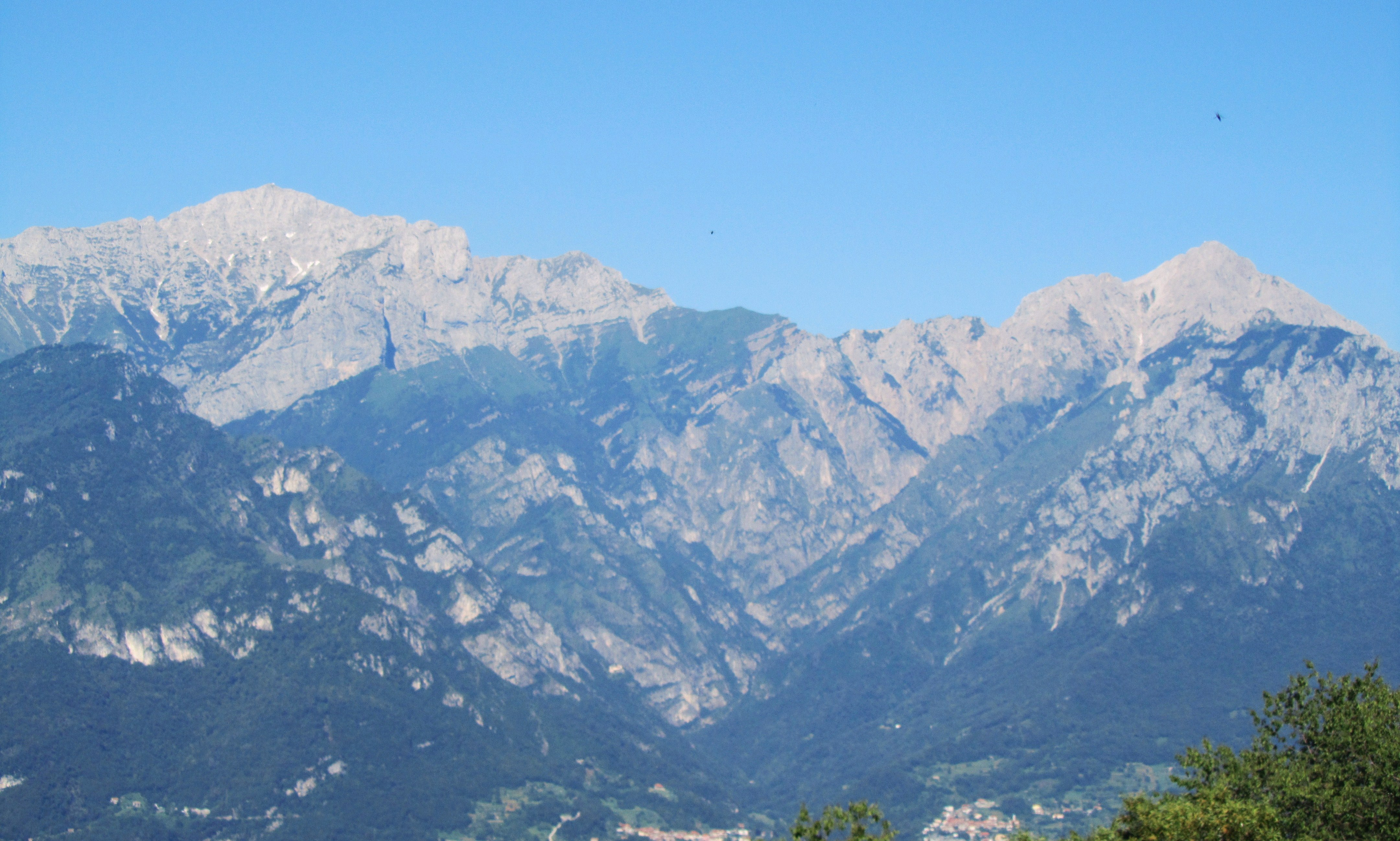
Grigne

Le Alpi Orobie sono separate a sud dalle Prealpi Bergamasche da una serie di valli secondarie della val Brembana, val Seriana e val Camonica: la Valsassina, la Valtorta, la val Secca, la val Canale, la val Nembo, la val di Scalve e la val Paisco.
Sullo spartiacque si trovano le vette più elevate di tutte le Prealpi lombarde: il Pizzo di Coca (3050 m), il Pizzo Redorta (3037 m) ed il Pizzo di Scais (3039 m) nel gruppo del Coca; il monte Telenek (2753 m), il monte Sellero (2743 m) e il monte Torsoleto (2708 m) nel gruppo del Telenek; il monte Masoni (2663 m) ed il Pizzo dei Tre Signori (2554 m). Altre cime importanti sono la Cima Vallocci (2510 m), la Cima Tonale (2544 m), la Cima Campaggio (2502 m) ed il Pizzo di Rodes (2831 m) nel versante valtellinese; il Pizzo del Diavolo di Tenda (2914 m), il monte Pradella (2626 m), il monte Cabianca (2601 m) ed il Pizzo Tornello (2687 m) nel versante bergamasco.
Oltre al parco delle Orobie Valtellinesi ed al parco delle Orobie Bergamasche, le aree protette delle Alpi Orobie sono la riserva naturale Valle di Sant'Antonio e la riserva naturale orientata Bosco dei Bordighi.

### Prealpi Bergamasche

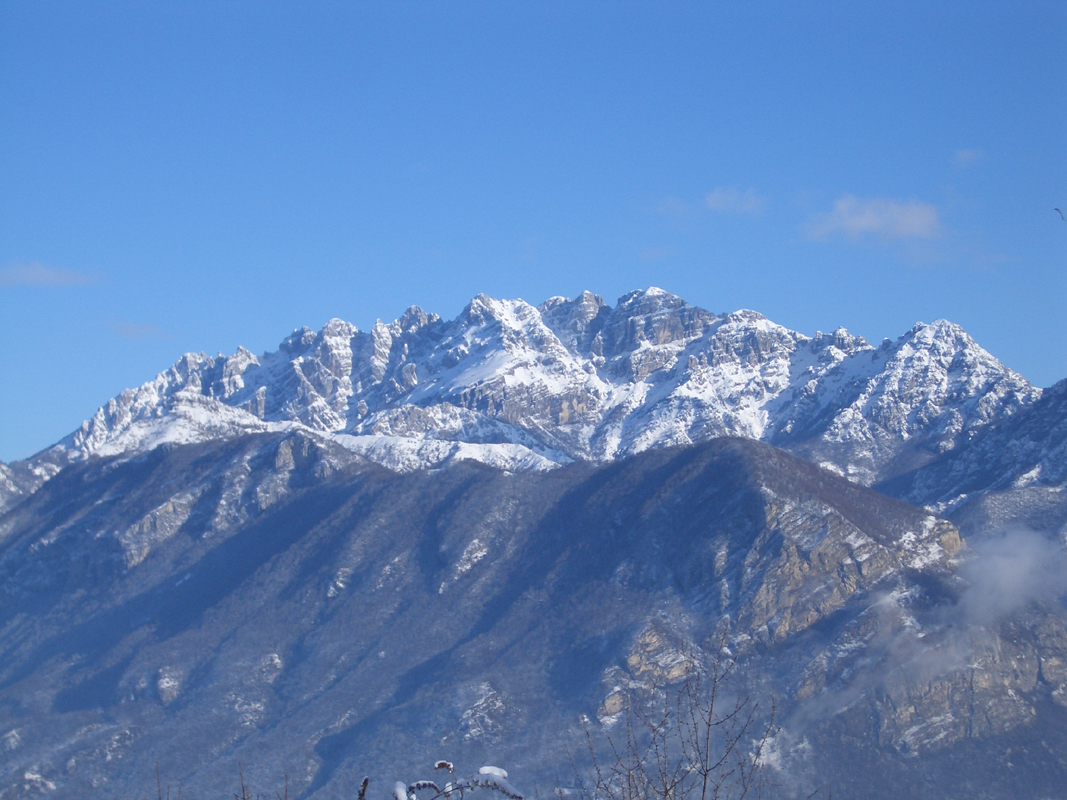
Resegone

A sud delle Alpi Orobie si staccano alcune dorsali secondarie che scendono gradualmente verso la pianura e dividono tra di loro il lago di Lecco, la val Brembana, la val Seriana e la val Camonica). Su queste dorsali si innalzano alcuni massicci calcareo-dolomitici, caratteristici del panorama orobico.
I principali gruppi montuosi sono le Grigne (2410 m), il Resegone (1875 m), lo Zuccone Campelli (2159 m) ed il monte Sornadello (1580 m) tra il Lario ed il Brembo; il Pizzo Arera (2512 m), la Cima di Menna (2300 m), il monte Secco (2267 m) ed il monte Alben (2019 m) tra il Brembo ed il Serio; la Presolana (2521 m), il monte Parè (1641 m), il Pizzo Formico (1637 m), il Pizzo Camino (2492 m) e la Concarena (2549 m) tra il Serio e l'Oglio.
Fanno parte delle Prealpi Bergamasche il parco dei Colli di Bergamo, la riserva naturale Valle del Freddo, la riserva naturale Boschi del Giovetto di Palline e il parco delle Grigne.

## Prealpi Bresciane e Gardesane

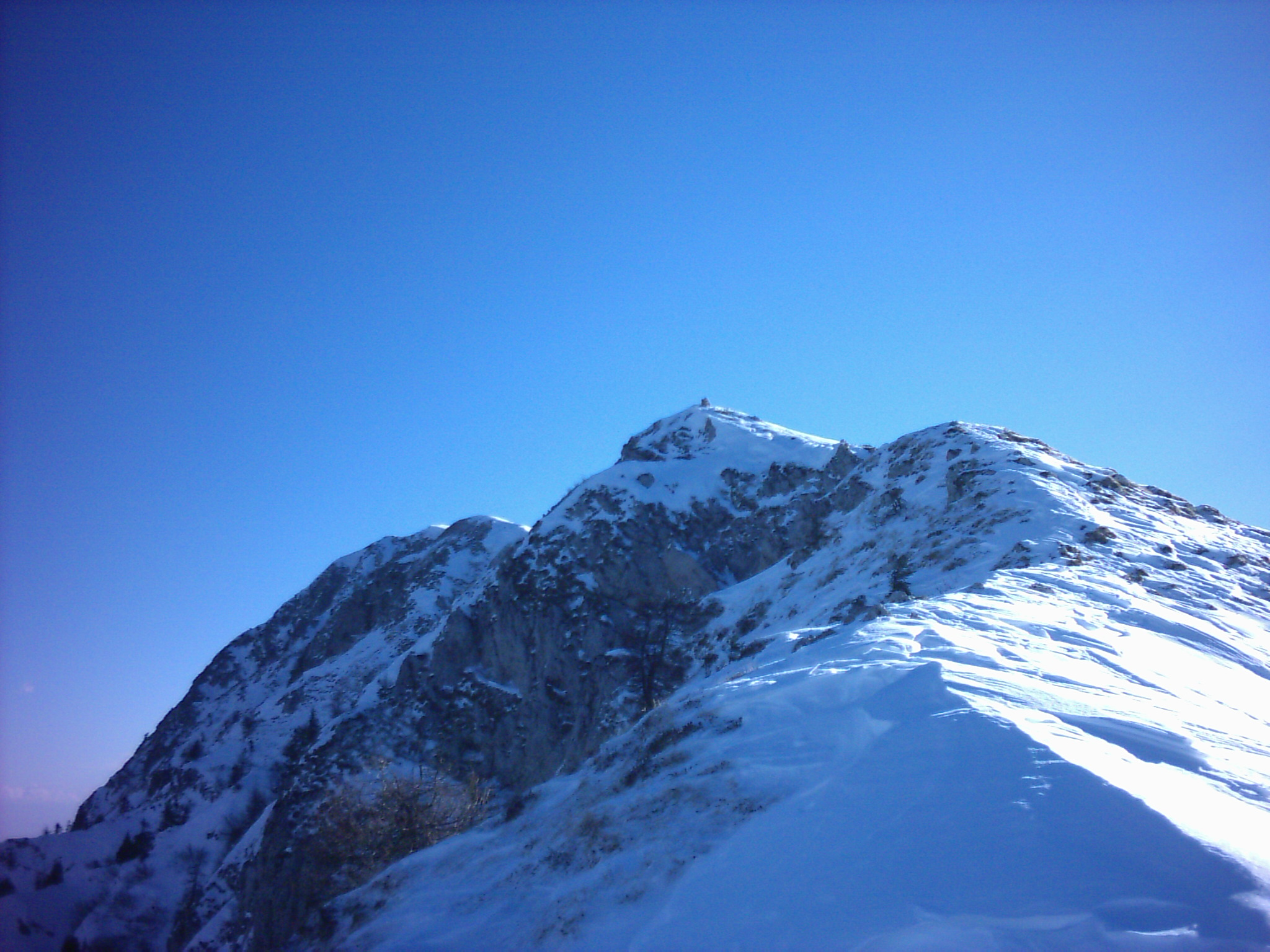
Veduta del monte Guglielmo in inverno

Le Prealpi bresciane e gardesane (o lombarde orientali) sono delimitate a ovest dal lago d'Iseo e dalla val Camonica, a nord dal passo di Crocedomini e dalle valli Giudicarie, a est dal fiume Adige e a sud dalle colline bresciane e veronesi. Secondo la classificazione SOIUSA (e la tradizionale Partizione delle Alpi) rientrano quindi nelle Prealpi lombarde anche i rilevi compresi tra il lago di Garda e l'Adige, i quali, pur essendo in territorio veneto e trentino, fanno parte a tutti gli effetti delle Prealpi gardesane. Al contrario, secondo la suddivisione delle Alpi italiane adottata dal Club Alpino Italiano e dal Touring Club Italiano, i rilievi ad est del lago di Garda fanno parte delle Prealpi venete.

### Prealpi Bresciane
Il ristretto settore delle Prealpi Bresciane è delimitato dal bacino del Sebino ad ovest e dalla val Sabbia ad est. Il suo limite settentrionale è convenzionalmente fissato lungo la valle del fiume Caffaro, che culmina al passo di Crocedomini (1892 m), a nord del quale vanno a spegnersi i contrafforti meridionali del gruppo dell'Adamello.
Si possono individuare due catene principali, separate dalla val Trompia: Setteventi-Muffetto-Guglielmo a ovest e Dosso Alto-Monte Palo a est. Nella prima si trovano le cime più elevate delle Prealpi Bresciane: il monte Colombine (2215 m), il monte Matto (2200 m) ed il montre Frà (2160 m). Altre vette importanti sono il monte Muffetto (2060 m) ed il monte Guglielmo o Gölem (1957 m). Ad est della val Trompia le vette più elevate sono il Dosso Alto (2065 m) e la Corna Blacca (2006 m) a nord del passo delle Piazze; il monte Palo (1462 m), il Corno di Sonclivo (1351 m) ed il monte Doppo (1217 m) a sud.
Le aree protette delle Prealpi bresciane sono il monumento naturale Altopiano di Cariadeghe, il monumento naturale regionale del Masso di arenaria rossa del Permico e la riserva naturale Piramidi di Zone.

### Prealpi Gardesane

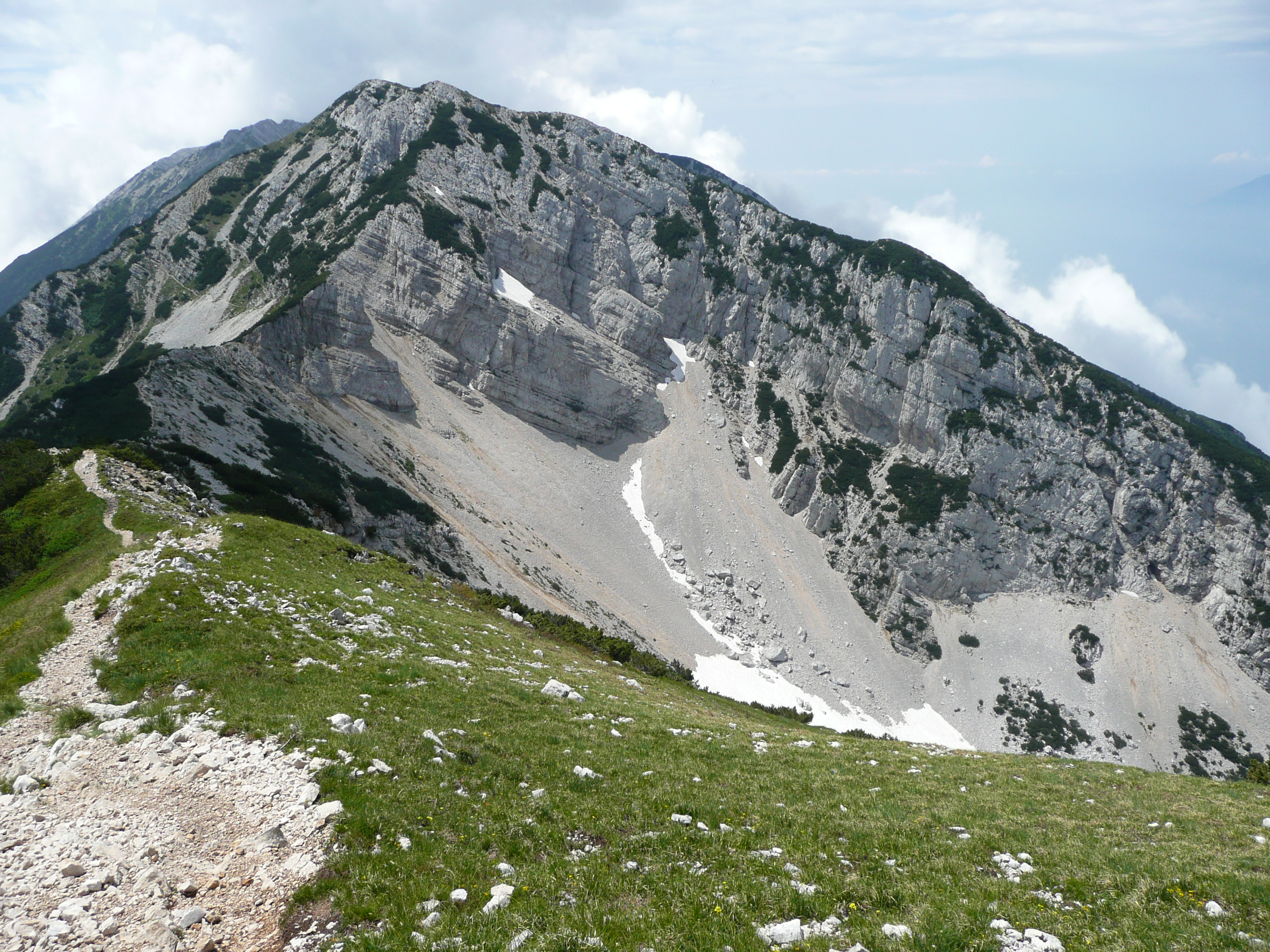
Monte Baldo

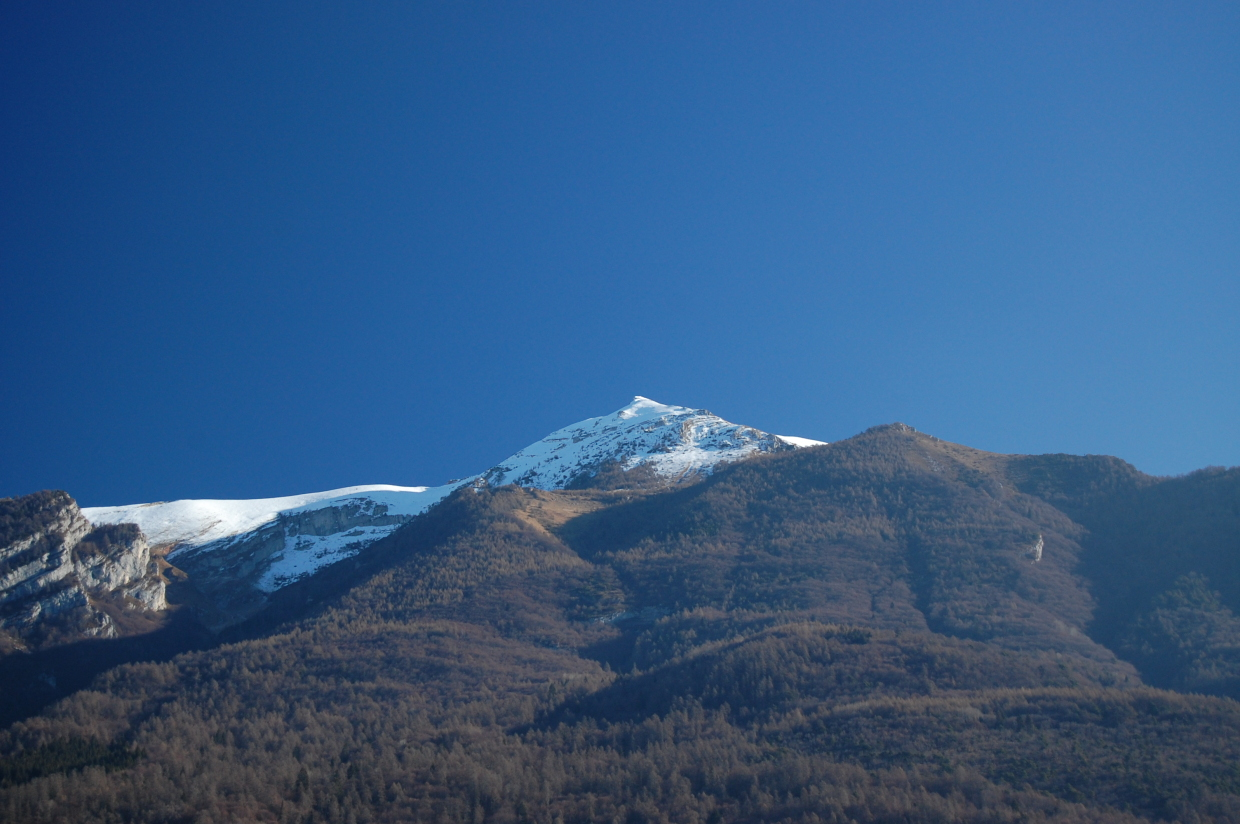
Monte Bondone

Le Prealpi Gardesane sono limitate a ovest dalle valli Giudicarie, a nord dal fiume Sarca, a est dal fiume Adige e a sud dalle colline bresciane e veronesi. Si possono suddividere in tre catene principali: Prealpi Gardesane Sud-occidentali e Prealpi Giudicarie a ovest del Benaco, Prealpi Gardesane Orientali a est del lago.
La prima si trova a sud della val di Ledro e della val d'Ampola; le cime più importanti sono il monte Cablone (1977 m), il monte Tremalzo (1975 m), la Cima Spessa (1820 m), il monte Manos (1517 m) ed il monte Pizzocolo (1582 m). Gran parte del suo territorio fa parte del parco regionale dell'Alto Garda Bresciano. Le Prealpi Giudicarie si trovano interamente nella provincia di Trento, a nord della val di Ledro-val d'Ampola, a sud-ovest del fiume Sarca e a est delle valli Giudicarie. Le vette principali sono il monte Cadria (2254 m), il monte Tofino (2156 m) ed il monte Altissimo (2127 m).
A est del lago di Garda si elevano la catena del monte Baldo (2218 m), di cui fa parte anche il monte Altissimo di Nago (2078 m), il gruppo del monte Stivo (2059 m) ed il gruppo del monte Bondone (2160 m). La catena del monte Baldo è separata dai due gruppi dalla valle di Loppio.
Oltre al parco regionale dell'Alto Garda Bresciano, le Prealpi gardesane ospitano i biotopi del lago d'Idro, del lago di Loppio, del lago d'Ampola, della Lomasona, del monte Brione, delle Marocche di Dro e della torbiera di Fiavé; la riserva naturale integrale Lastoni Selva Pezzi, la riserva naturale integrale delle Tre Cime del Monte Bondone e la riserva naturale integrale Gardesana Orientale.